# THL
Technology Happy Life (ThL) es una marca de teléfonos inteligentes (smartphones), que forma parte de Shenzhen Hongjiayuan Communication Technology Ltd. Además de la venta de móviles en China, sus teléfonos son también vendido en muchos otros países del mundo, incluyendo Taiwán, India, la Unión Europea, Rusia, los Estados Unidos y Nigeria.

## Modelos
- THL T9 MTK6737 Quad-core 64-bit 5.5" HD Android 6.0 4G LTE Phone 13MP CAM Touch ID 3000mAh
- THL T6C (2015)
5" FWVGA display (854x480), Android 5.1, 1900mAh battery, quad-core CPU @ 1.3GHz, 1GB RAM, 8GB internal storage, SD card support, 0.3MP+8MP cameras, 2G/3G
- THL 2015A (2015)
5" HD display (1280x720), Android 5.1, 2700mAh battery, quad-core 64-bit CPU @ 1.3GHz, 2GB RAM, 16GB internal storage, SD card support, 8MP+13MP cameras, 2G/3G/4G, 4G bands 1/3/7/20
- THL 2015 (2015)
5" FHD display (1920x1080), Android 4.4.4, 2700mAh battery, octa-core 64-bit CPU @ 1.7GHz, 2GB RAM, 16GB internal storage, SD card support, 8MP+13MP cameras, 2G/3G/4G, 4G bands 1/3/7/20, fingerprint scanner
- THL T100S (2014)
5.0" FHD display, Android 4.2(upgradable to 4.4.2), 2GB RAM, 1.7GHz 8-Core(Octacore), 32GB Internal,  Two 13Mpx cameras, 2750mAh battery
- THL T5 (2013)
- THL T5S (2014)
4.7" qHD display (960x540), Android 4.2, 1GB RAM, 1.3GHz 4-Core, 1950mAh battery
- THL T6S (2014)
4 Core
- THL T6 pro (2014)
5" HD display, Android 4.4, 1GB RAM, 1.4GHz 8-Core, 1900mAh battery
- THL L969 (?)
- THL 5000 ultraphone (2014)
5" FHD display IPS, Android 4.4.2, 2GB RAM Procesador Mediatek octacore a 2GHz, batería 5000mAh Dual Sim
- THL ultraphone 4400 (?)
5" HD display, Android 4.2, 4400mAh battery
- THL 4000 (?)
 4.7" qHD display (960x540), Android 4.4.2, 4000mAh battery, 1GB RAM, 8GB Internal, SD-Card Support (up to 32GB), 5MP camera, 1.3Ghz Quad core processor, 3G support
- THL 5000T (?)
5" HD display, Android 4.4, 5000mAh battery
- THL W11 (2013)
5" FHD display, Android 4.2, 2000mAh battery